# Cienfuegos
Cienfuegos è una città che si trova sulla costa meridionale dell'isola di Cuba, capoluogo dell'omonima provincia. Si trova a circa 250 chilometri dalla capitale L'Avana e nel 2022 ha una popolazione di circa 150 000 abitanti.
La città è soprannominata La Perla del Sur e risalta rispetto alle altre per il suo stile ibrido tra il gusto architettonico francese del XIX secolo e lo stile caraibico. Cienfuegos si traduce letteralmente in "cento fuochi" (cien, "cento"; fuegos, "fuochi"), in realtà la città prende il nome dal cognome dell'asturiano José Cienfuegos Jovellanos, capitano generale di Cuba (1816-19).
Il suo territorio è diviso in due zone: la zona centrale, in cui si trovano il Prado e il Parque Martí, dichiarato monumento nazionale e Punta Gorda, un piccolo territorio che taglia la baia, caratterizzato dalla presenza di numerosi palazzi in stile eclettico risalenti all’inizio del XX secolo.
In omaggio all’indipendenza del paese e ai suoi caduti il centro ospita l’Arco di Trionfo, un’opera architettonica conosciuta a livello mondiale, in quanto elemento di grande rilevanza storico-culturale e innalzato volontariamente dagli operai di Cienfuegos.
I dintorni di Cienfuegos conservano alcuni importanti siti naturali a balneari come le Cascate del Nicho, un’area naturale posizionata nella Sierra de Escambray all’interno del Parque Natural Topes de Collantes, la Playa Rancho Luna, situata a 18 chilometri a sud della località e caratterizzata dalla presenza di circa 30 punti di immersione non lontani dalla costa e la Baia di Cienfuegos, ubicata a sud della città.
Cienfuegos è uno dei principali porti di Cuba, principalmente attivo nel commercio di zucchero, caffè e tabacco.
Nel 2005, l'UNESCO ha iscritto il centro storico urbano di Cienfuegos nella lista del patrimonio mondiale, citando Cienfuegos come il miglior esempio esistente dell'attuazione dell'Illuminismo spagnolo all'inizio del XIX secolo nella pianificazione urbana. L'area del centro contiene sei edifici dal 1819 al 1850, 327 edifici dal 1851 al 1900 e 1188 edifici del XX secolo.

## Storia
Quando Cristoforo Colombo scoprì il Golfo di Cienfuegos nel 1494, era abitato dagli indiani Jagua. I primi coloni crearono Trinidad non lontano, senza interessarsi a questa baia, anche se era ben protetta. Nel 1745, gli spagnoli stabilirono una fortezza nella baia per difendersi dai pirati.
La colonia spagnola di Cuba, allora governata da una minoranza bianca, era basata su un'economia schiavista. La rivolta dei prigionieri nella vicina colonia di Santo Domingo spinse la Corona spagnola ad aumentare la popolazione bianca sull'isola. Nel 1807 la Gran Bretagna abolì la tratta degli schiavi nell'Impero britannico, la Spagna lo fece solo dieci anni più tardi, nel 1817. La necessità di manodopera apparve subito evidente, soprattutto per la produzione di zucchero, diventata la principale risorsa dell'isola. La baia di Jagua, sulla costa meridionale di Cuba, occupa un posto privilegiato per la costruzione di una città portuale per questo commercio.L'isola comunque non si conformò alla decisione della corona spagnola fino al 1867.

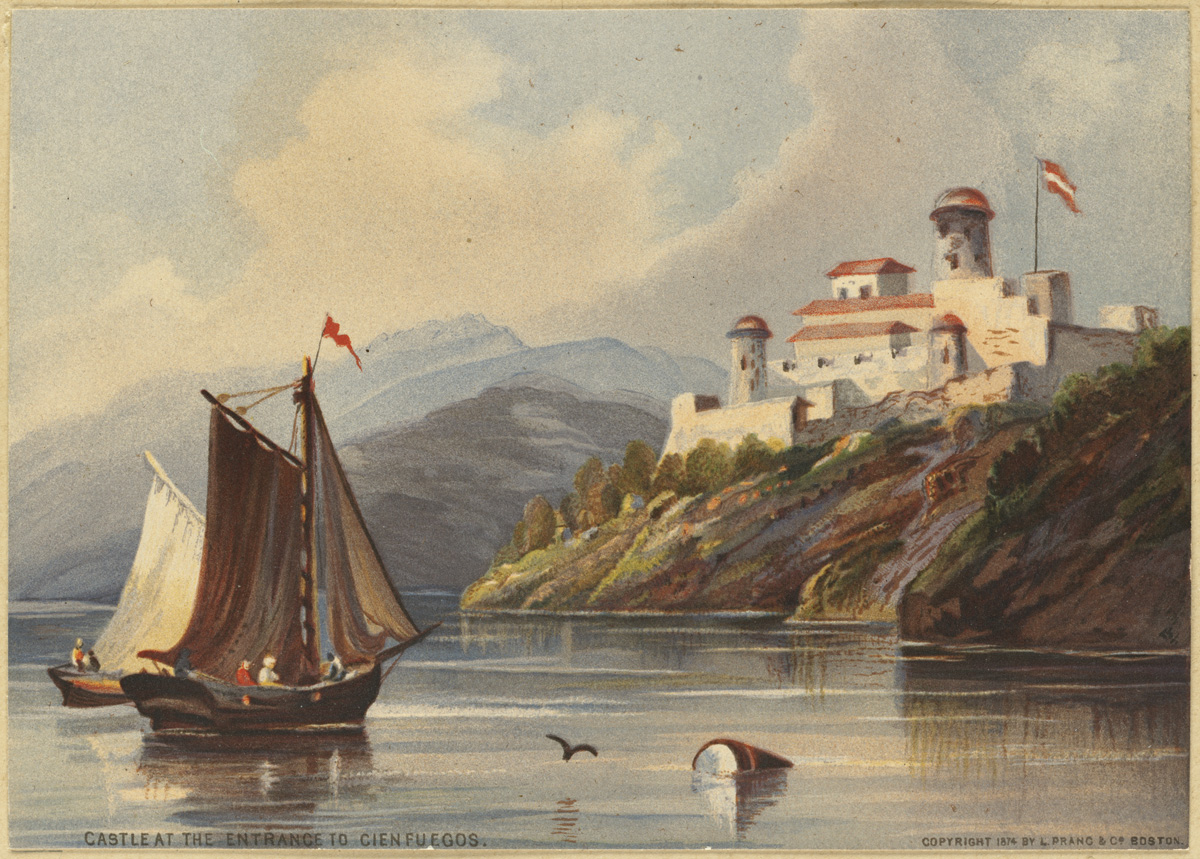
"Castle at the Entrance to Cienfuegos" (Colonial-era Castillo de Jagua), painting of 1855, by Granville Perkins. Boston Public Library.

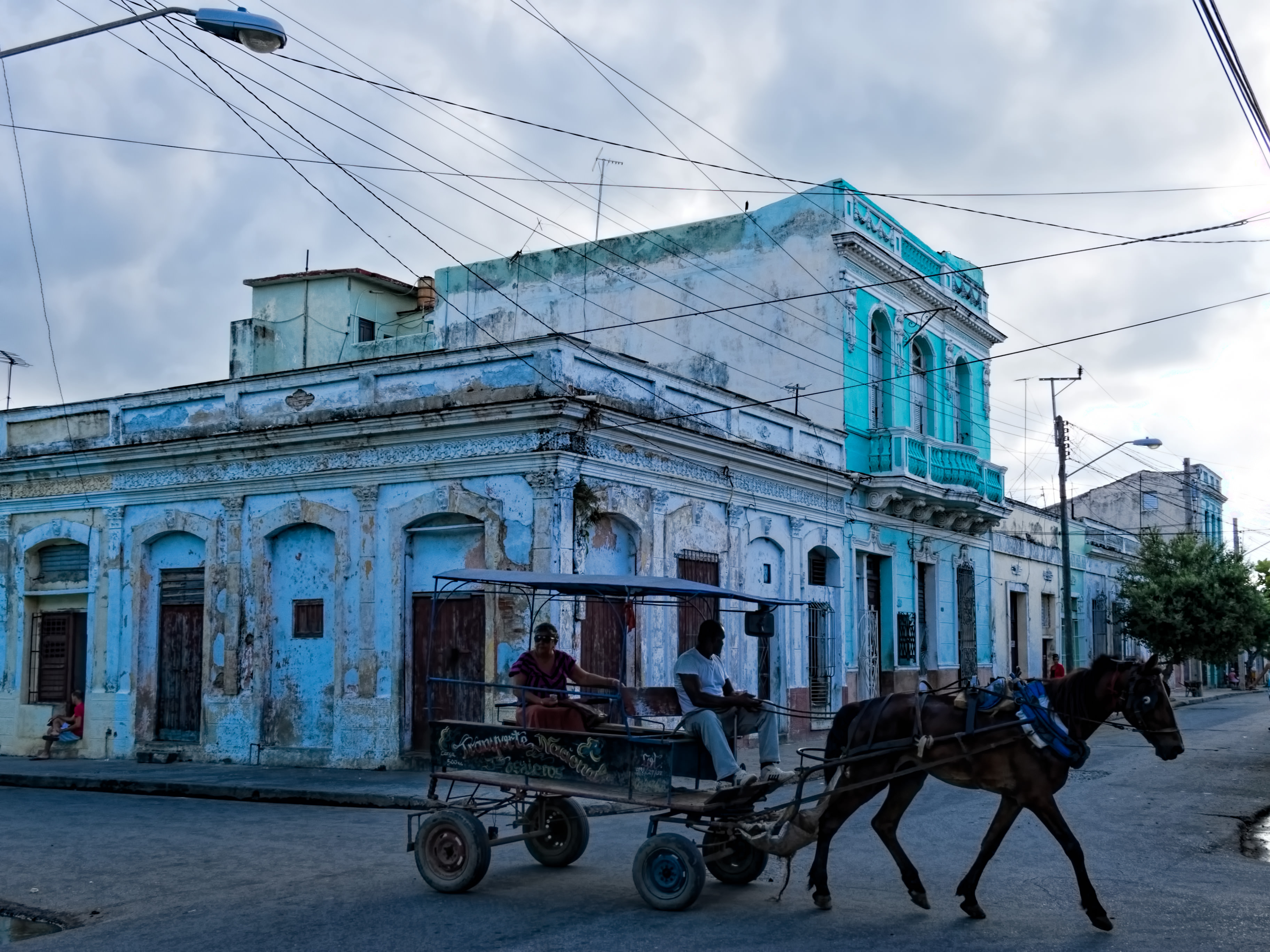
Tipica vecchia strada di Cienfuegos

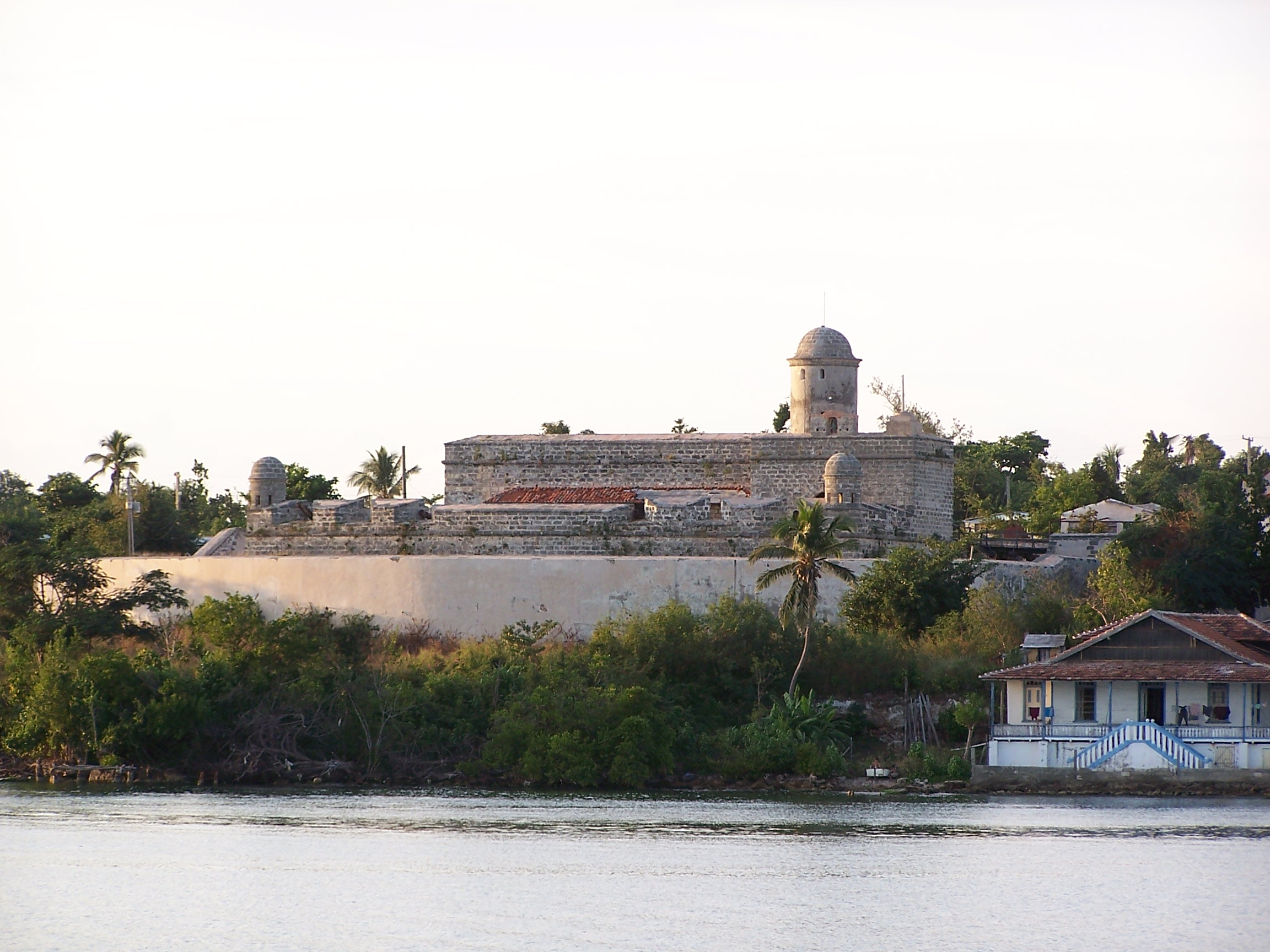
La fortezza di Jagua

L'area in cui si trova la città è stata identificata come Cacicazgo de Jagua dai primi conquistadores spagnoli. Originariamente fu colonizzata dagli indigeni Ciboney (Taino). Cacicazgo si traduce dalla lingua Taino come "capo". Cacicazgo de Jagua era quindi il regno principale del capo Jagua.
La città fu successivamente colonizzata da immigrati francesi provenienti da Bordeaux e dalla Louisiana, guidati da Don Louis de Clouet, colonnello e poi generale dell'armata spagnola, il 22 aprile 1819. I coloni chiamarono la città Fernandina de Jagua in onore del re Ferdinando VII di Spagna e del capo locale Ciboneyan Jagua. L'insediamento, che nel 1822 contava 789 abitanti, divenne successivamente una villa nel 1829, rinominata in onore dell'asturiano José Cienfuegos Jovellanos che l'aveva ricostruita dopo una tempesta nel 1825, e città nel 1880. Nel 1833 la città contava 2.719, di cui 1.896 bianchi, 290 di colore e 533 schiavi. Molte delle strade del centro storico riflettono le origini francesi nei loro nomi: Bouyón, D'Clouet, Hourruitiner, Gacel, Griffo, per esempio.
Il porto di Cienfuegos, nonostante fosse uno degli ultimi insediamenti stabiliti durante l'era coloniale, crebbe presto fino a far diventare la città potente grazie ai campi fertili che la circondavano e alla sua posizione sulla rotta commerciale tra la Giamaica e le città sudamericane a sud-est e la capitale provinciale dell'entroterra di Santa Clara a nord-est. La sua vantaggiosa posizione commerciale sulla baia di Jagua, storicamente omonima, fu utilizzata dall'oligarchia dello zucchero cubana quando fu costruita una ferrovia tra le due città tra il 1853 e il 1860.
La zona vicina a Cienfuegos fu teatro l'11 maggio 1898 di una battaglia, durante la guerra ispano-americana, tra i marines americani che tentavano di tagliare le linee di comunicazione spagnole sottomarine e i difensori spagnoli.

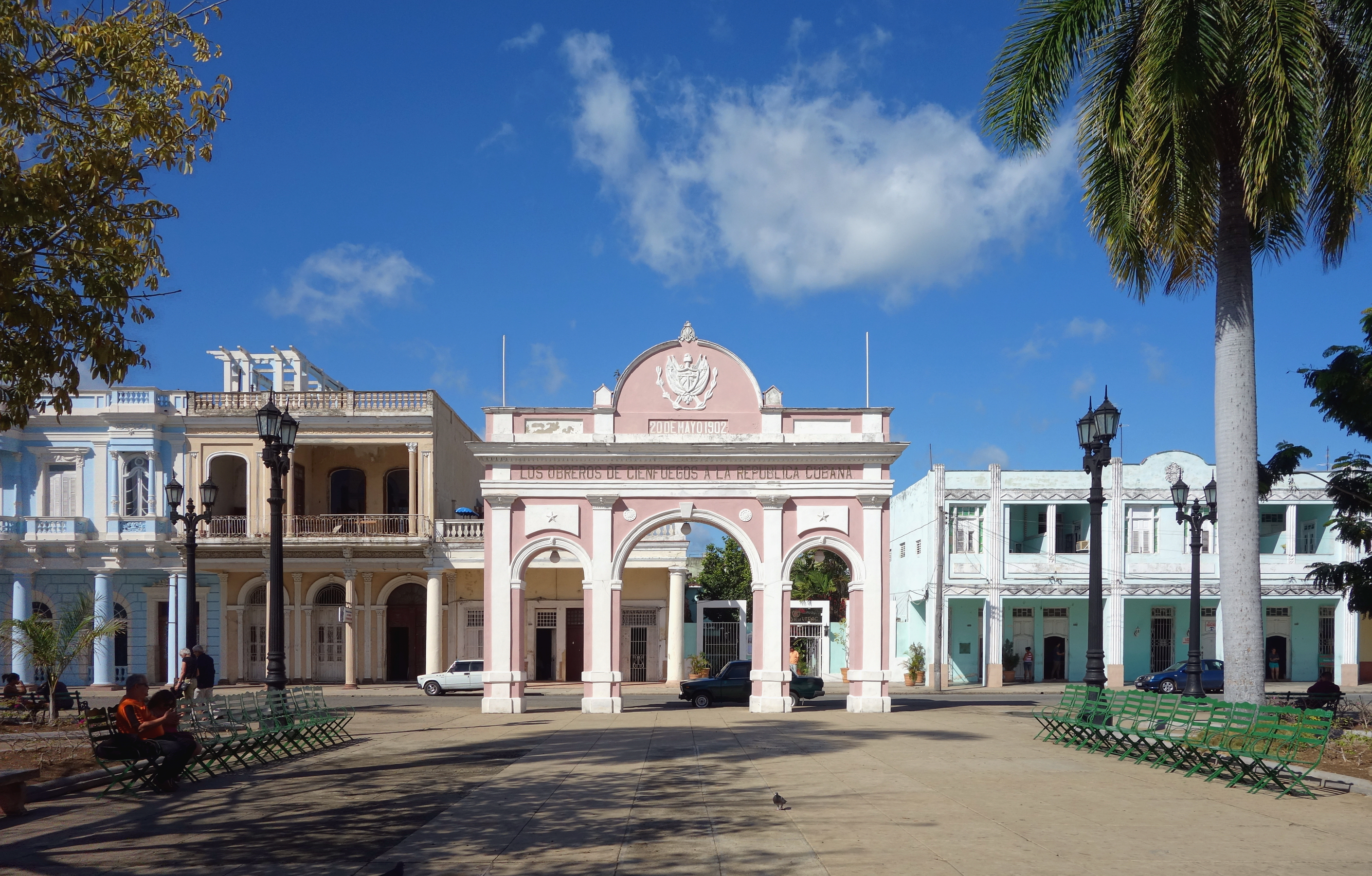
L'arco di trionfo del Parque Marti

Tra la fine del XIX secolo e l'inizio del XX secolo, la città fu colonizzata da molti spagnoli, principalmente catalani e asturiani che accumularono fortune come uomini d'affari in diversi settori, in particolare nell'industria dello zucchero, e commissionarono molti degli edifici più emblematici di Cienfuegos che rimangono oggi.
Altri residenti ben noti furono l'irlandese John O'Bourke, che ebbe dieci figli sull'isola, tre dei quali furono combattenti per l'indipendenza cubana della corona spagnola, i meticci Juan O'Bourke y Palacio, Rafael O'Bourke y Borroto e Don Miguel O'Bourke y Ramos. Ci sono state anche personalità artistiche nate a Cuba che hanno contribuito alla storia culturale della città.

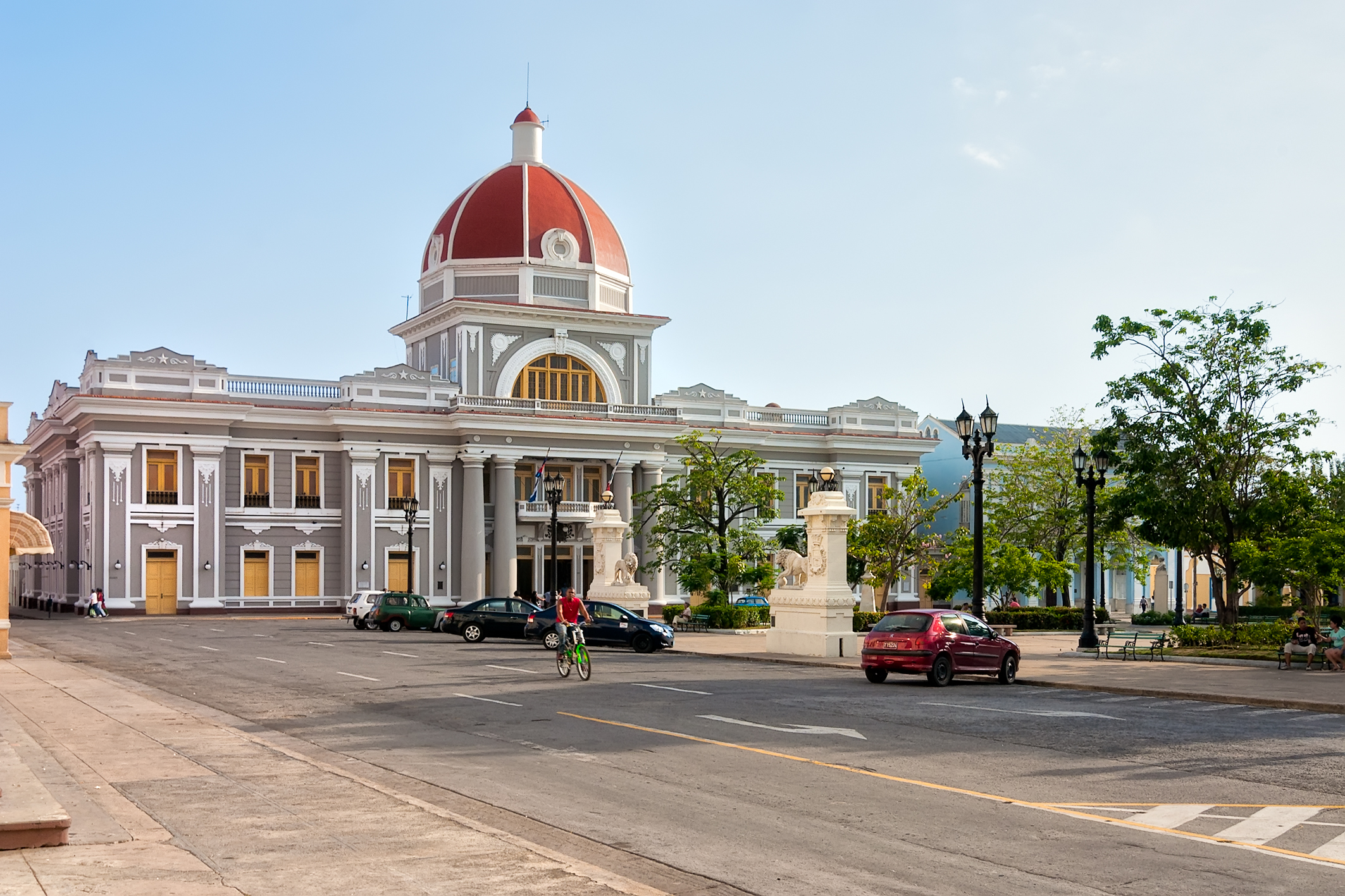
Il municipio di Cienfuegos

Gli architetti degli edifici di Cienfuegos di diversi secoli erano architetti di origine cubana, italiana e spagnola.
Durante la rivoluzione cubana, la città vide una rivolta contro Fulgencio Batista e fu bombardata per rappresaglia il 5 settembre 1957. La città divenne in seguito un centro industriale chiave, parte della politica di pianificazione "anti-urbana" del governo rivoluzionario, con progetti industriali tra cui la centrale nucleare di Juraguá, mai completata, la raffineria di petrolio "Camilo Cienfuegos" intitolata a Camilo Cienfuegos e la fabbrica di cemento "Carlos Marx".

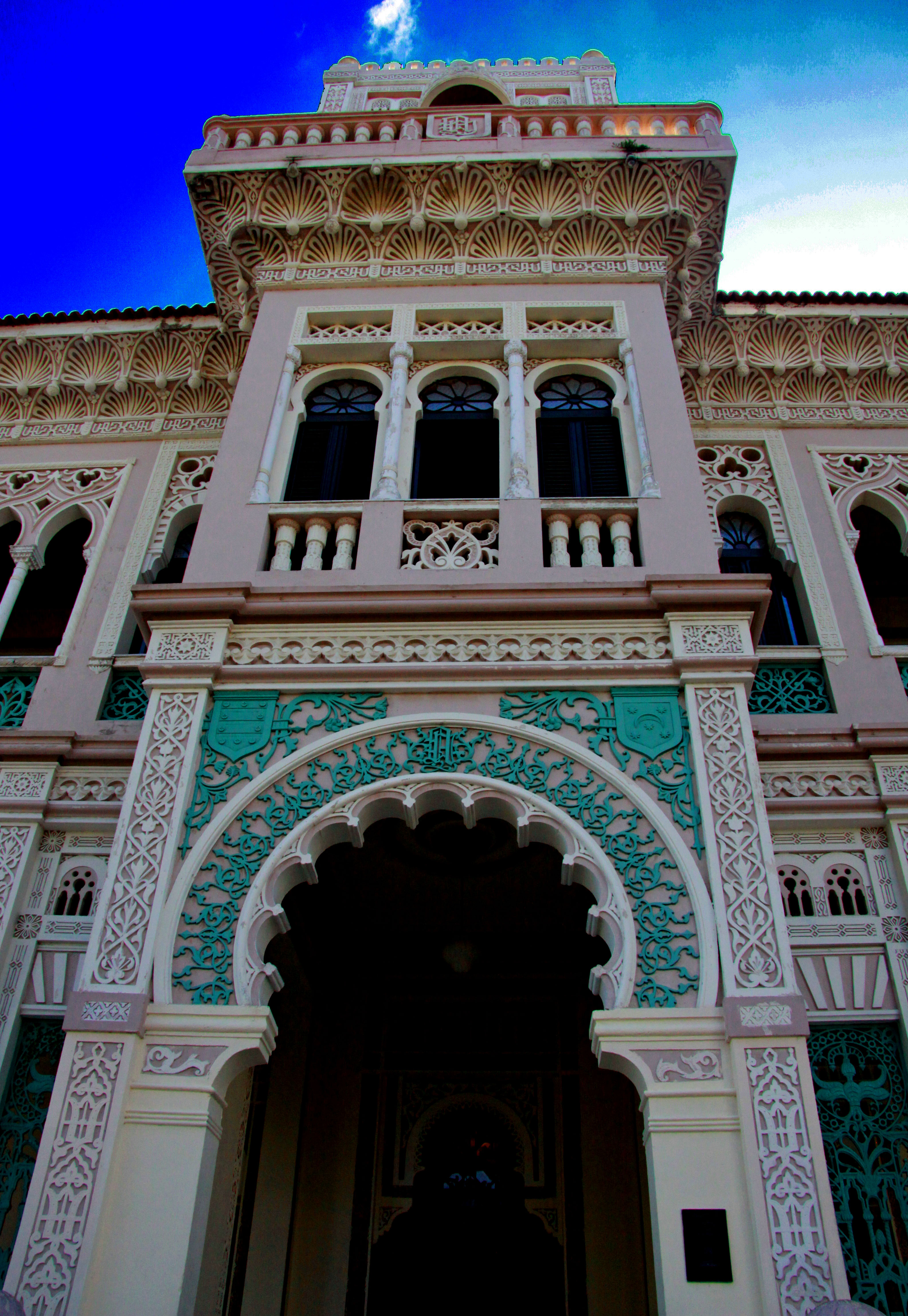
Torre d'ingresso del Palacio de Valle.

Nel 1969 e nel 1970, una flottiglia di navi da guerra sovietiche visitò la città, tra cui due chiatte utilizzate per lo stoccaggio e il trasporto di scorie nucleari e un tender sottomarino. La loro presenza fu rilevata da aerei da ricognizione U-2 dell'Aeronautica degli Stati Uniti che furono inviati a monitorare la costa cubana dopo una sospetta richiesta sovietica di rinegoziare i termini degli accordi Kennedy-Krusciov del 1962 che furono fatti all'indomani della crisi dei missili cubani; molti analisti dell'intelligence americana conclusero che la Marina sovietica stava progettando di costruire un base sottomarina a Cienfuegos. Questo è stato interpretato da alcuni come una violazione degli accordi del 1962. Tuttavia, a causa di una distensione tra l'Unione Sovietica e gli Stati Uniti iniziata dal 1962, non ne seguì alcun grande scontro militare o diplomatico, e i sovietici accettarono di ritirare le loro navi dopo che il consigliere per la sicurezza nazionale americano Henry Kissinger informò l'ambasciatore sovietico negli Stati Uniti Anatoly Dobrynin che il governo degli Stati Uniti riteneva la presenza di quelle navi da guerra una violazione degli accordi presi otto anni prima.
Nel 2005, l'uragano Dennis si è abbattuto vicino a Cienfuegos con venti di 232 km/h  e raffiche che hanno raggiunto i 285 km/h.

## Geografia
Vicino all'ingresso della baia di Cienfuegos si trova il Castillo de Jagua (nome completo: Castillo de Nuestra Señora de los Angeles de Jagua), una fortezza eretta nel 1745 per proteggersi dai pirati caraibici.

## Cultura
Tra i mesi di agosto e settembre si celebra il Carneval de Cienfuegos e il Festival Bianual de Benny Moré, evento dedicato al rinomato musicista cubano nato a Las Lajas. In suo onore è stato inoltre allestito il Museo Benny Moré.

## Attrazioni
- Fortaleza de Jagua
- Arco de Triunfo (l'unico arco di trionfo di Cuba)
- Cattedrale
- Delfinario
- Jardín Botánico Soledad de Cienfuegos (un giardino botanico di 97 ettari)
- Museo Provincial (Museo delle porcellane e dell'arredamento)
- Palacio de Valle (costruito in stile neogotico fra il 1913 e il 1917)
- Palmira Yorubá Pantheon (museo del sincretismo religioso afro-cattolico)
- Parque José Martí
- Teatro Tomás Terry costruito nella seconda metà del XIX sec. nel 1890 : particolarmente interessanti i mosaici di facciata eseguiti dalla ditta Salviati di Venezia.

## Galleria d'immagini

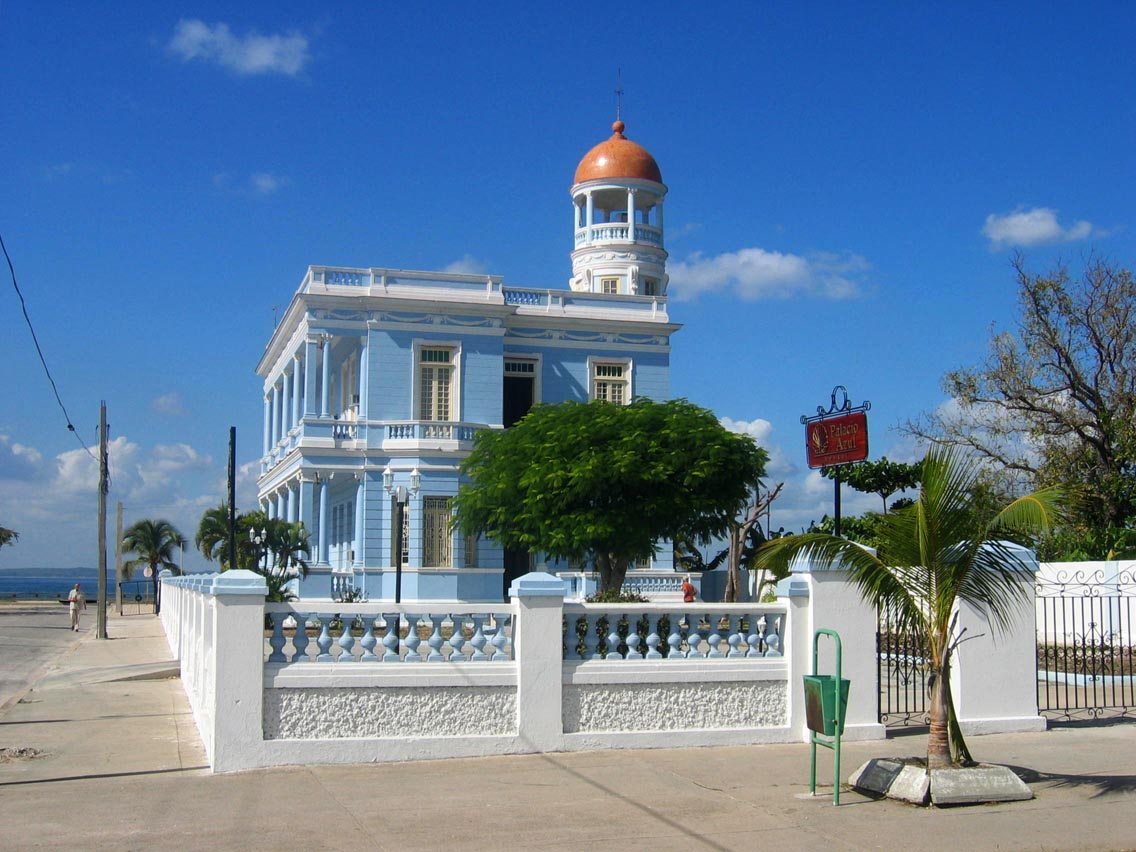
Il 'Palacio Azul', un albergo nella parte meridionale della città
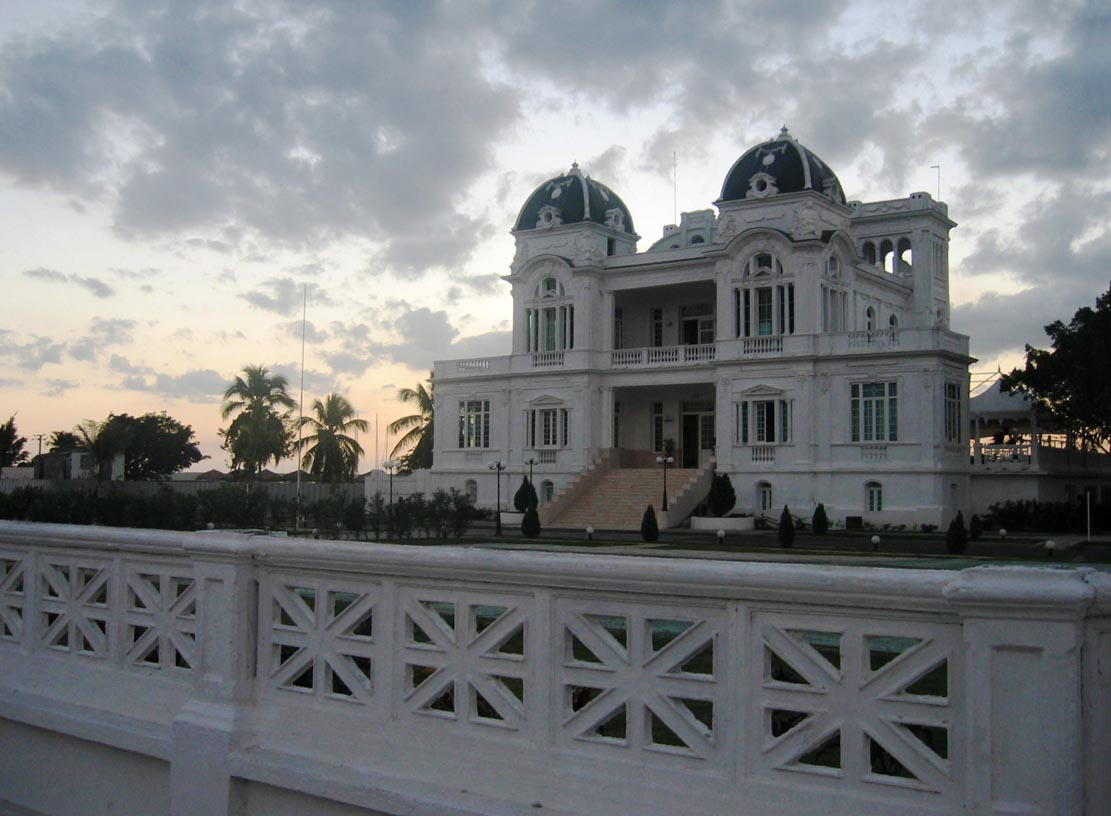
Lo yacht club
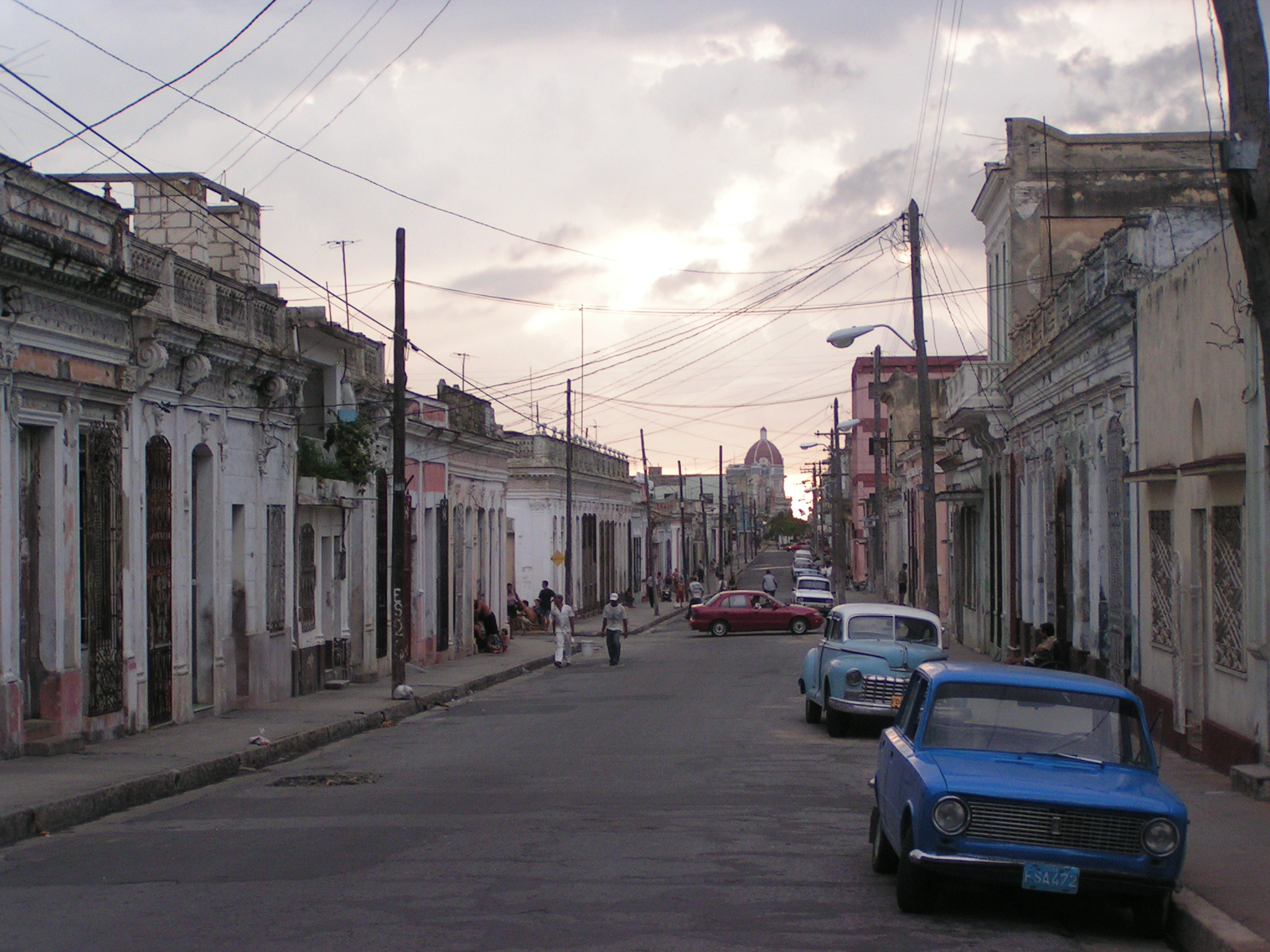
Una strada di Cienfuegos